# اریک فان د ویله
اریک فان د ویله (انگلیسی: Eric Van De Wiele؛ زادهٔ ۲۷ اکتبر ۱۹۵۲) دوچرخه‌سوار اهل بلژیک است.